# Przymulisko

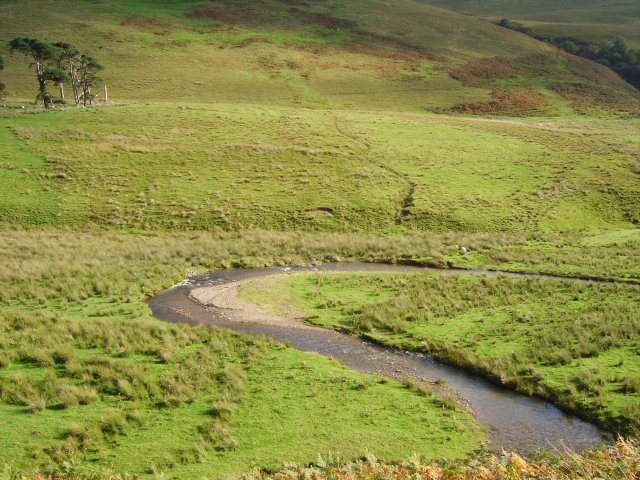
Tworzenie się przymuliska - na brzegu prawym (wypukłym) odkłada się najpierw piasek (odsypisko), a nad nim wykształca się przymulisko porastające roślinnością

Przymulisko – trwale utrzymująca się, górna część odsypiska, często porośnięta roślinnością. Znajduje się od strony lądu.